# 마쓰다이라 기요마사

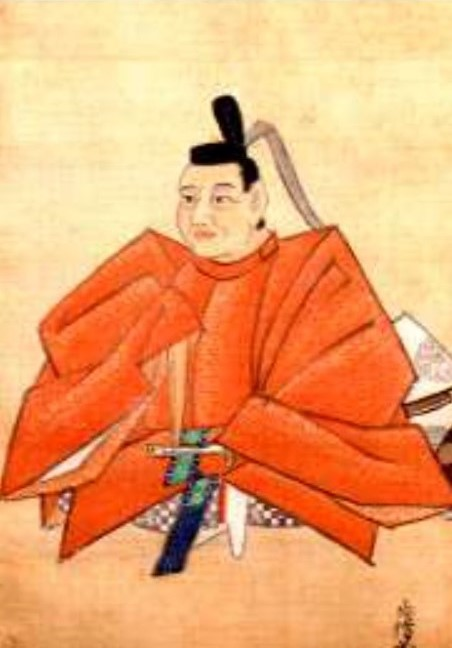
마쓰다이라 기요마사

마쓰다이라 기요마사(松平清昌, 1593년 ~ 1655년 4월 24일)는 에도 시대 전기에 활약한 도쿠가와씨(徳川氏)의 가신이다. 다케노야 마쓰다이라 가 6대 당주 이에키요의 서자이며, 7대 당주 다다키요의 배다른 동생으로, 8대 당주가 된다. 통칭, 쇼지로(庄次郎). 겐바노카미(玄蕃頭).
자식에는 위로부터 기요카쓰(清雄)ㆍ기요카쓰(清勝)ㆍ기요나오(清直)ㆍ기요요시(清吉)와, 기요마사의 조카 아사노 나가나오(浅野長直)의 양자가 되어 아사노 나가카타(浅野長賢)로 개명한 막내까지 5명이 있다.
1612년(게이쵸 17년), 에도 성의 쇼인반(書院番)에 임명되었지만, 아버지의 사후 얼마되지 않아, 형인 다다키요마저 죽는다. 이에 미카와 요시다 번(三河吉田藩)의 다케노야 마쓰다이라 가는 후계자가 없어서 가이에키(改易)된다. 그렇지만 다케노야 마쓰다이라 가의 지금까지의 공을 애석하게 여겼던 막부는 다케노야 마쓰다이라 가와 인연이 있는 미카와 호이 군 니시노 군(西ノ郡)을 기요마사에게 영지로 주고 다케노야 마쓰다이라 가의 명맥을 잇게 했다. 11개 촌 5천 석의 영주로서, 기요마사에의 후계자 상속이 허락된 것이었다. 이로써 다케노야 마쓰다이라 가는 다이묘에서 고타이요리아이(交代寄合)가 되었다.
| 전임 마쓰다이라 다다키요 | 제8대 다케노야 마쓰다이라 가 당주 1612년 ~ 1655년? | 후임 마쓰다이라 기요나오 |